# Án lệ 43/2021/AL
Án lệ 43/2021/AL về hiệu lực của hợp đồng thế chấp trong trường hợp tài sản thế chấp là nhà đất do bên thế chấp nhận chuyển nhượng của người khác nhưng chưa thanh toán đủ tiền cho bên bán là án lệ công bố thứ 43 thuộc lĩnh vực kinh doanh thương mại của Tòa án nhân dân tối cao tại Việt Nam, được Hội đồng Thẩm phán Tòa án nhân dân tối cao thông qua, Chánh án Tối cao Nguyễn Hòa Bình ra quyết định công bố ngày 12 tháng 3 và có hiệu lực cho tòa án các cấp trong cả nước nghiên cứu, áp dụng trong xét xử từ ngày 15 tháng 4 năm 2021. Án lệ 43 dựa trên nguồn là Quyết định giám đốc thẩm số 01 ngày 11 tháng 1 năm 2019 của Hội đồng Thẩm phán Tòa án nhân dân tối cao về vụ án kinh doanh thương mại tranh chấp hợp đồng tín dụng tại Thành phố Hồ Chí Minh, nội dung xoay quanh dân sự chủ yếu về thế chấp tài sản, bao gồm hợp đồng chuyển nhượng, việc cấp giấy chứng nhận và vấn đề hủy hợp đồng đối với quyền sở hữu nhà ở và quyền sử dụng đất ở; thanh toán hết tiền mua nhà đất; hợp đồng và đăng ký thế chấp. Đây là án lệ do Vụ Pháp chế và Quản lý khoa học Tòa án nhân dân tối cao đề xuất.
Trong vụ việc, nguyên đơn là Ngân hàng thương mại Agribank chi nhánh quận Tân Bình, Thành phố Hồ Chí Minh có giao kết hợp đồng tín dụng và hợp đồng thế chấp với bị đơn Nguyễn Thị L về việc cho vay tín dụng; bị đơn đã sử dụng hai mảnh đất, nhà làm tài sản thế chấp. Bên cạnh đó, hai mảnh đất là giao dịch giữa bị đơn và bên thứ ba. Trong những năm 2010, bị đơn đã không hoàn thành việc trả nợ cho Agribank, đồng thời cũng chưa thanh toán toàn bộ tiền sang nhượng nhất cho bên thứ ba. Từ đây, tranh chấp diễn ra trên hai khía cạnh, nguyên đơn thống kê số nợ mà bị đơn phải trả, theo xu hướng phát mại tài sản thừa kế để thanh toán nợ; bên thứ ba yêu cầu đòi lại quyền sở hữu nhà, sử dụng đất đối với các mảnh đất mà bị đơn thế chấp. Nguyên đơn thắng kiện, vụ án được chọn làm nguồn án lệ để xem xét hiệu lực của hợp đồng thế chấp trong trường hợp tài sản thế chấp là nhà đất, cùng lĩnh vực với án lệ 36/2020/AL.

## Tóm lược vụ án
Năm 2008, Nguyễn Thị L (gọi tắt: bà L), chủ sở hữu Doanh nghiệp tư nhân Nguyễn Tấn Đ giao kết hợp đồng sang nhượng quyền sở hữu nhà, quyền sử dụng đất với người bán là vợ chồng Dương Quốc K (gọi tắt: ông K), Phạm Thị Kim H (gọi tắt: bà H). Thủ tục mua bán hai mảnh đất tại phường Tân Quý, quận Tân Phú, Thành phố Hồ Chí Minh, bà L được Ủy ban nhân dân quận Tân Phú cấp giấy chứng nhận quyền sử dụng đất. Ở giao dịch này, bà L đã thanh toán một phần chi phí, chi hoàn tất việc chi trả trong thời gian dài. Năm 2009, Nguyễn Thị L bắt đầu giao kết hợp đồng tín dụng với Ngân hàng Nông nghiệp và Phát triển Nông thôn (gọi tắt: Agribank) về việc vay 8,0 tỷ đồng. Thủ tục vay được tiến hành với các phụ lục và thỏa thuận lãi suất kèm theo, trong đó, bà L đã sử dụng hai mảnh đất được mua ở Tân Phú làm tài sản thế chấp.
Một thời gian sau, bà L không thể hoàn thành việc trả nợ vốn vay với ngân hàng, vấn đề tranh chấp phát sinh ở hợp đồng tín dụng và hợp đồng chuyển nhượng quyền sở hữu nhà ở và quyền sử dụng đất ở. Theo đó, cuối năm 2012, nguyên đơn, Agribank đã đệ đơn khởi kiện bị đơn, bà L lên Tòa án nhân dân Thành phố Hồ Chí Minh, yêu cầu bà L phải thanh toán số tiền còn nợ giữa hai bên. Bên cạnh đó, ông K và bà H, tức bên đã sang nhượng mảnh đất cho bà L nhưng vẫn quản lý mảnh đất trong những năm này cũng đã đề nghị được lấy lại giấy tờ nhà, đất và trả lại tiền đã nhận cho bà L.

## Xét xử các giai đoạn
Ngày 1 tháng 3 năm 2011, Agribank chi nhánh Tân Bình, trụ sở ở số 1200 đường Lạc Long Quân, Phường 8, quận Tân Bình, Thành phố Hồ Chí Minh với người đại diện là Luật sư Trần Thị E (gọi tắt: Luật sư E) đã đệ đơn khởi kiện bị đơn Nguyễn Thị L. Người có quyền lợi và nghĩa vụ liên quan là Phạm Thị Kim H, Dương Quốc K. Vụ án được Tòa án nhân dân thành phố Hồ Chí Minh thụ lý và giải quyết tranh chấp sơ thẩm.

### Trình bày của các bên

#### Nguyên đơn
Tại đơn khởi kiện và các lời khai tại Tòa án, Luật sư E đại diện Agribank trình bày rằng: Ngân hàng cho bà L – Chủ Doanh nghiệp tư nhân Thương mại dịch vụ Nguyễn Tấn Đ vay tổng cộng 8,0 tỷ đồng theo hợp đồng tín dụng và phụ lục sửa đổi; cùng với đó là hai giấy nhận nợ với số tiền vay 7,75 tỷ đồng cùng 250 triệu đồng; lãi suất trong hạn là 12%/năm, lãi suất quá hạn 150% lãi suất trong hạn, thời hạn vay 12 tháng. Sau đó, hai bên đã ký phụ lục hợp đồng tín dụng ngày 15 tháng 12 năm 2010 về việc thỏa thuận điều chỉnh lãi suất vay trong hạn là 16%/năm. Tài sản bảo đảm cho khoản vay trên gồm quyền sử dụng 298,3 m² đất và nhà ở thuộc thửa đất số 7, tờ bản đồ số 93 tại số 26Đ; quyền sử dụng 113,16 m² đất và nhà ở thuộc thửa đất số 82, MPT 79, tờ bản đồ số 89 tọa lạc tại số 20/2T, đều ở phường Tân Quý, quận Tân Phú, Thành phố Hồ Chí Minh.
Ngày 1 tháng 12 năm 2009, bà L đã thế chấp các tài sản trên theo hợp đồng thế chấp tài sản đã được công chứng và đăng ký tài sản thế chấp theo quy định của pháp luật. Ngân hàng đã giải ngân cho bà L với tổng số tiền là 8,0 tỷ đồng. Trong quá trình thực hiện hợp đồng, bà L không thanh toán đầy đủ, đến hạn bà L chỉ trả lãi trong hạn vào ngày 12 tháng 5 năm 2010, nên Ngân hàng đã chuyển nợ quá hạn cho hợp đồng tín dụng và các phụ lục hợp đồng. Ngân hàng khởi kiện yêu cầu bà L phải thanh toán số tiền còn nợ tính đến ngày 7 tháng 12 năm 2012 là 14.780.416.666 đồng, trong đó nợ gốc tám tỷ đồng, nợ lãi trong hạn 2.879.083.333 đồng, lãi quá hạn 3.901.333.333 đồng. Agribank đề nghị rằng nếu bà L không trả được nợ thì yêu cầu phát mại tài sản thế chấp để thu hồi nợ.

#### Bị đơn
Bị đơn là bà L trình bày rằng bà thừa nhận đã ký hợp đồng tín dụng, các phụ lục hợp đồng, giấy nhận nợ, đồng thời xác nhận số tiền còn nợ Agribank tính đến ngày 7 tháng 12 năm 2012 là 14.780.416.666 đồng như trình bày của nguyên đơn. Bà cam kết thanh toán cho nguyên đơn số tiền còn nợ và tiền lãi phát sinh trong vòng 30 ngày kể từ ngày bản án có hiệu lực pháp luật; nếu không thanh toán được, bà đồng ý phát mại các tài sản thế chấp để Agribank thu hồi nợ. Tuy nhiên, hai căn nhà đang thế chấp tại Agribank do bà mua của vợ chồng Dương Quốc K, Phạm Thị Kim H vào năm 2008 với giá 5,5 tỷ đồng. Bà đã thanh toán được ba tỷ đồng, còn nợ ông K, bà H số tiền 2,5 tỷ đồng. Hai bên đã làm thủ tục mua bán đầy đủ theo quy định của pháp luật và bà đã đứng tên chủ quyền trên giấy chứng nhận quyền sở hữu nhà ở và quyền sử dụng đất ở đối với các nhà đất nêu trên. Ông K, bà H vẫn đang quản lý sử dụng hai căn nhà này vì hai bên chưa thực hiện việc giao nhận nhà. Cuối năm 2010, ông K, bà H đã có đơn khởi kiện yêu cầu bà thanh toán số tiền nợ nêu trên, nếu bà không trả được thì sẽ đòi lại nhà, sự việc đang được Tòa án nhân dân quận Tân Phú giải quyết.

#### Bên thứ ba
Bên thứ ba là Dương Quốc K, Phạm Thị Kim H trình bày rằng: ngày 3 tháng 11 năm 2008, ông bà có thỏa thuận bán cho bà L hai căn nhà số 26Đ và số 20/2T với giá 5,5 tỷ đồng; bà L đã trả được ba tỷ đồng, còn nợ 2,5 tỷ đồng, hẹn đến ngày 3 tháng 11 năm 2009 sẽ thanh toán đủ để nhận nhà. Bà L yêu cầu ông bà ký công chứng cho bà L đứng tên nhà đất để bà L thế chấp ngân hàng. Sau khi vay được tiền từ ngân hàng, bà L không trả đủ tiền mua nhà cho ông bà. Sau này, ông bà được biết Ngân hàng đã cho bà L vay, ông bà cho rằng số tiền vay đã vượt quá quy định của Nhà nước. Hiện nay, ông bà vẫn đang quản lý sử dụng hai căn nhà này, ông bà đề nghị được lấy lại nhà và trả lại cho bà L số tiền ba tỷ đồng trước đây đã nhận.

### Phán quyết

#### Sơ thẩm
Ngày 19 tháng 3 năm 2003, tại số 131 đường Nam Kỳ Khởi Nghĩa, phường Bến Thành, Quận 1, Thành phố Hồ Chí Minh, phiên xét xử sơ thẩm ra phán quyết sau nhiều phiên đã diễn ra. Tòa án nhân dân Thành phố Hồ Chí Minh đã quyết định về vụ án dân sự này, rằng: Tòa chấp nhận toàn bộ yêu cầu của nguyên đơn, buộc bị đơn có trách nhiệm thanh toán cho Agribank tổng số nợ tính đến ngày 19 tháng 3 năm 2013 là 13.367.083.333 đồng, trong đó nợ vốn vay 8,0 tỷ đồng, lãi trong hạn 921,750 triệu đồng, lãi quá hạn 4.445.333.333 đồng và tiền lãi phát sinh từ ngày 20 tháng 3 năm 2013 cho đến ngày trả hết vốn vay theo mức lãi suất nợ quá hạn 24%/năm. Thời hạn thanh toán trong vòng sáu tháng sau khi bản án có hiệu lực pháp luật. Quá hạn mà bị đơn không thanh toán hoặc không thanh toán đầy đủ thì nguyên đơn được quyền yêu cầu phát mại tài sản đã thế chấp là hai nhà đất của bị đơn để thu hồi nợ.

#### Phúc thẩm
Sau khi Tòa án nhân dân Thành phố Hồ Chí Minh ra quyết định sơ thẩm, vụ án chưa kết thúc khi bị đơn Nguyễn Thị L và bên thứ ba Phạm Thị Kim H không nhất trí. Ngày 2 tháng 4 năm 2013, cả hai đều có đơn kháng cáo gửi lên Tòa Phúc thẩm Tòa án nhân dân tối cao tại Thành phố Hồ Chí Minh. Ngày 10 tháng 10 năm 2013, tại trụ sở số 124 đường Nam Kỳ Khởi Nghĩa, phường Bến Nghé, Quận 1, Thành phố Hồ Chí Minh, phiên phúc thẩm ra quyết định sửa bản án sơ thẩm như sau: Tòa Phúc thẩm chấp nhận một phần đơn khởi kiện của nguyên đơn Chi nhánh Agribank quận Tân Bình, buộc bị đơn phải trả cho nguyên đơn tiền vốn như bản án sơ thẩm cho đến ngày trả hết tiền vốn vay tính lãi theo mức lãi suất quá hạn từng thời điểm theo hợp đồng đã ký kết. Bên cạnh đó, bản án phúc thẩm vô hiệu hợp đồng thế chấp tài sản giữa hai bên nguyên đơn, bị đơn đối với căn nhà số 26Đ, và căn nhà số 20/2T. Tòa Phúc thẩm quyết định nguyên đơn phải trả hai giấy chứng nhận quyền sở hữu nhà ở và quyền sử dụng đất cho bị đơn.

### Kháng nghị
Ngày 18 tháng 12 năm 2013, sau phiên phúc thẩm, nguyên đơn Agribank có đơn đề nghị xem xét theo thủ tục giám đốc thẩm đối với bản án kinh doanh, thương mại phúc thẩm nêu trên. Ngày 15 tháng 8 năm 2016, Chánh án Tòa án nhân dân tối cao Nguyễn Hòa Bình kháng nghị Bản án kinh doanh, thương mại phúc thẩm của Tòa Phúc thẩm Tòa án nhân dân tối cao tại Thành phố Hồ Chí Minh; đề nghị Hội đồng Thẩm phán Tòa án nhân dân tối cao xét xử giám đốc thẩm, hủy bản án kinh doanh, thương mại phúc thẩm nêu trên; giao hồ sơ vụ án cho Tòa án nhân dân cấp cao tại Thành phố Hồ Chí Minh xét xử lại theo thủ tục phúc thẩm đúng quy định của pháp luật.

## Kết quả vụ án
Ngày 11 tháng 1 năm 2019, với yêu cầu kháng nghị của Chánh án Tối cao và sự nhất trí của Viện Kiểm sát, Hội đồng Thẩm phán tối cao đã mở phiên xét xử giám đốc thẩm tại trụ sở tòa ở số 48 đường Lý Thường Kiệt, quận Hoàn Kiếm, Hà Nội. Tại phiên tòa giám đốc thẩm, đại diện Viện kiểm sát nhân dân tối cao đề nghị Hội đồng Thẩm phán Tòa án nhân dân tối cao chấp nhận kháng nghị của Chánh án Tòa án nhân dân tối cao huỷ bản án phúc thẩm nêu trên.

### Nhận định của tòa án
Nhận định của Hội đồng Thẩm phán Tòa án nhân dân tối cao, Quyết định 01/2019/KDTM-GĐT.
Trong phiên giám đốc thẩm, Hội đồng Thẩm phán có những nhận định về vụ án. Về số tiền nợ gốc và nợ lãi giữa nguyên đơn và bị đơn, các bên đều thống nhất và không có tranh chấp. Như bản án sơ thẩm, Tòa án cấp sơ thẩm tuyên buộc bị đơn có trách nhiệm thanh toán cho nguyên đơn tổng số nợ và lãi suất nợ quá hạn 24%/năm là đúng theo thỏa thuận giữa các bên. Tòa án cấp phúc thẩm tuyên buộc bị đơn phải trả cho nguyên đơn tổng cộng là 13.367.083.333 đồng và tiếp tục tính lãi theo mức lãi suất quá hạn từng thời điểm theo hợp đồng đã ký kết là không đúng vì hợp đồng tín dụng và các phụ lục hợp đồng tín dụng giữa hai bên không quy định việc điều chỉnh lãi.
Về xử lý tài sản thế chấp, theo các tài liệu có trong hồ sơ vụ án xác định tài sản thế chấp là hai nhà đất của bị đơn nhận chuyển nhượng của bên thứ ba theo các hợp đồng chuyển nhượng quyền sở hữu nhà ở và quyền sử dụng đất ở đã được công chứng, bị đơn đã được cấp giấy chứng nhận quyền sở hữu nhà ở và quyền sử dụng đất ở. Tòa án cấp sơ thẩm quyết định nguyên đơn được quyền yêu cầu phát mại tài sản là hai nhà đất nêu trên của bà L để thu hồi nợ khi bà L không thanh toán hoặc thanh toán không đầy đủ trong thời hạn sáu tháng kể từ ngày bản án có hiệu lực pháp luật là có căn cứ, đúng pháp luật. Tòa án cấp phúc thẩm tuyên vô hiệu hợp đồng thế chấp tài sản giữa hai bên đối với căn nhà số 26Đ và căn nhà số 20/2T là không đúng, ảnh hưởng quyền và lợi ích hợp pháp của nguyên đơn. Vì vậy, kháng nghị của Chánh án Tòa án nhân dân tối cao đề nghị Hội đồng Thẩm phán Tòa án nhân dân tối cao tuyên hủy bản án kinh doanh thương mại của Tòa Phúc thẩm Tòa án nhân dân tối cao tại Thành phố Hồ Chí Minh là có cơ sở, phù hợp với đề nghị của đại diện Viện kiểm sát nhân dân tối cao.

### Quyết định
Từ nhận định này, Hội đồng Thẩm phán Tòa án nhân dân tối cao ra quyết định: chấp nhận kháng nghị giám đốc thẩm của Chánh án Tòa án nhân dân tối cao, hủy bản án kinh doanh, thương mại phúc thẩm Tòa Phúc thẩm Tòa án nhân dân tối cao tại Thành phố Hồ Chí Minh về vụ án tranh chấp hợp đồng tín dụng giữa nguyên đơn là Ngân hàng Agribank với bị đơn là bà Nguyễn Thị L; người có quyền lợi, nghĩa vụ liên quan là bà Phạm Thị Kim H và ông Dương Quốc K. Quyết định giữ nguyên bản án kinh doanh, thương mại sơ thẩm của Tòa án nhân dân Thành phố Hồ Chí Minh.